# Figle i androny
Figle i androny (ang. Fun and Fancy Free) – amerykański film animowany ze wstawkami aktorskimi z 1947 roku wyprodukowany przez wytwórnię Walt Disney Productions.
Tak jak poprzednie pełnometrażowe filmy animowane Walta Disneya kręcone w późnym okresie II wojny światowej i krótko po niej, jest to kompilacja krótkometrażówek, co pozwoliło wytwórni zmniejszyć koszta i zaoszczędzone pieniądze zainwestować w produkcję Kopciuszka, a następnie Alicji w krainie czarów i Piotrusia Pana.
Film składa z dwóch segmentów – Pierwszy jest oparty na opowiadaniu Little Bear Bongo Sinclaira Lewisa i gospodarzem jest Hipolit Świerszcz z Pinokia, a narratorem Dinah Shore. Drugi segment – Miki i Czarodziejska Fasola (oryg. Mickey and the Beanstalk) to reinterpretacja angielskiej baśni ludowej Jaś i magiczna fasola, gdzie rolę Jasia odgrywają Myszka Miki, Kaczor Donald i Goofy jako trzej chłopi. Zaś gospodarzem i narratorem jest Edgar Bergen.
Jest to ostatnia produkcja z Myszką Miki, gdzie głosu użycza mu Walt Disney, który z powodu natłoku pracy producenckiej nie miał czasu, a także energii do dubbingowania. Od tego momentu głosu Mikiemu podkładał dźwiękowiec James MacDonald, zaś Disney wcielał się w rolę Mikiego okazjonalnie w kilku programach telewizyjnych.
W Polsce segment Miki i Czarodziejska Fasola wydano osobno w 2004 roku przez Imperial Entertainment, w ramach szóstej części serii DVD Baśniowy świat (wykorzystano wersję z Walt Disney’s Wonderful World of Color, gdzie wstawki aktorskie zastąpiono animacją z profesorem von Drakiem i Hermanem). Premiera całego filmu z nowo nagranym polskim dubbingiem odbyła się za pośrednictwem serwisu nc+ GO w 2018 roku.
Serwis Rotten Tomatoes przyznał mu wynik 71%.

## Fabuła

### Bongo
Hipolit Świerszcz przybywa do wielkiego domu, gdzie natrafia na  gramofon z płytami. Jedną z nich jest Bongo, musicalowy romans z narracją z Dinah Shore. Hipolit ustawia gramofon, by posłuchać płyty z Bongo.
Historia opowiada o cyrkowym niedźwiadku imieniem Bongo, który marzy o życiu na łonie natury. Gdy nadarza się okazja, ucieka z cyrkowego wagonu i trafia do lasu. Tam jego romantyczne wyobrażenie o naturze szybko zostają sprowadzone na ziemię. Jednak następnego ranka spotyka niedźwiedzicę o imieniu Lulubelle. Oboje zakochują się w sobie i są ze sobą, dopóki Bongo nie natrafia na rywala, ogromnego i wrednego niedźwiedzia o imieniu Lumpjaw. Lulubelle chce spoliczkować zaskoczonego Bongo, który unika tego i zamiast tego spoliczkowany zostaje Lumpjaw. Do Bongo dociera, że policzkowanie u dzikich niedźwiedzi oznacza wyraz miłości i Lumpjaw wbrew woli Lulubelle uznaje ją za swoją samicę. Bongo zamierza wyzwać na pojedynek Lumpjawa. Udaje mu się go wykiwać, ale oboje wpadają do rzeki kończącej się wodospadem. O ile Lumpjaw zostaje wyrzucony przez wodospad, tak Bongo unika tego losu. Od tej pory on i Lulubelle zostają parą.

### Miki i Czarodziejska fasolka
Hipolit po wysłuchaniu płyty natrafia na kartkę z zaproszeniem na urodziny aktorki dziecięcej Luany Patten. Hipolit dociera do domu Luany, gdzie gości ją Edgar Bergen i jego pacynki Charlie McCarthy i Mortimer Snerd. Bergen opowiada Luanie bajkę o tytule Miki i Czarodziejska Fasola.
W wesołej krainie szczęście zapewnia magiczna harfa mieszkająca w pięknym pałacu. Nagle podczas straszliwej burzy harfa zostaje porwana przez tajemniczą postać. Krainę dotykają wszelkie klęski i wszyscy jej mieszkańcy opuszczają ją, by uniknąć śmierci głodowej. Zostają jedynie trzej chłopi: Miki, Donald i Goofy. Ich jedynym jedzeniem jest jedna kromka chleba o grubości papieru i ziarnko fasoli. Gdy pewnego dnia znowu Miki musi pokroić chleb na grubość prześwitującego papieru, Donald doznaje załamania nerwowego i w akcie desperacji chce zabić ich wspólną krowę, by mieć cokolwiek do jedzenia. Goofy i Miki w ostatniej chwili go powstrzymują, jednak daje im to do myślenia i zapada decyzja o sprzedaży krowy.
Goofy i Donald oczekując na powrót Mikiego sprzedającego krowę, śpiewają o tym jakie wspaniałe jedzenie za to dostaną. Miki wróciwszy z targu, mówi im, że sprzedał krowę za garść magicznych fasoli. Wściekły Donald, myśląc że Miki dał się oszukać, wyrzuca fasole. Jednak, gdy cała trójka idzie spać fasola zaczyna rosnąć do niebotycznych rozmiarów wynosząc ich domek aż do chmur.
Następnego ranka onieśmieleni Miki, Donald i Goofy na szczycie fasoli natrafiają na gigantyczną krainę. Docierają do zamku, w którym jest suto zastawiony stół. Natrafiają także na magiczną harfę, która wyjaśnia im, że porwał ją zły olbrzym, będący właścicielem zamku. Wkrótce przybywa do niego olbrzym o imieniu Willie mający magiczne zdolności. Willie zasiada do uczty, gdzie przypadkiem dostrzega Mikiego. Ten wykorzystuje dziecinność olbrzyma i zdobywa jego zaufanie. Jednak Willie domyśla się podstępu i zamyka Goofy’ego i Donalda w szkatułce, gdzie uwięziona została magiczna harfa. Mikiemu udaje się w ostatniej chwili podzielić losu przyjaciół.
Willie trzyma klucz do szkatułki przy sobie i zmusza harfę, by dla niego zaśpiewała. Unikając uwagi Williego Miki i harfa ze sobą współpracują, wpierw usypiając go piosenką, a następnie zdobywając klucz, by uwolnić Goofy’ego i Donalda. Gdy cała czwórka zamierza uciec, Willie budzi się i wściekły zaczyna ich ścigać. Mikiemu udaje się opóźnić olbrzyma, by Donald i Goofy bezpiecznie uciekli z magiczną harfą do ich krainy i zaczęli ścinać fasolę. Miki zszedłszy pierwszy po łodydze fasoli na ziemię – dołącza do nich i ścięcie powoduje śmiertelny upadek Williego.
Bergen kończąc historię, mówiąc że po powrocie magicznej harfy jej kraina wróciła do dawnej świetności. Mortimerowi jest żal losu Williego, gdyż w gruncie rzeczy był sympatyczny i nie zasłużył na śmierć. Bergen mówi mu, że Willie jest fikcyjną postacią, gdy nagle pojawia się Willie i podnosząc dach pyta się, czy widzieli oni Mikiego. Zszokowany Bergen traci przytomność. Willie przeprasza za najście i kontynuuje swoje poszukiwania kierując się w stronę Hollywood.

## Obsada
- Cliff Edwards – Hipolit Świerszcz (głos)
- Edgar Bergen – 
  - on sam,
  - Charlie McCarthy,
  - Mortimer Snerd
- Luana Patten – ona sama
- Walt Disney – Myszka Miki (głos)
- Clarence Nash – 
  - Kaczor Donald (głos, Miki i Czarodziejska Fasola)
  - kot (głos)
- Pinto Colvig – 
  - Goofy (głos, Miki i Czarodziejska Fasola)
  - leśne zwierzęta (głos, Bongo)
- Billy Gilbert – olbrzym Willie (głos, Miki i Czarodziejska Fasola)
- Anita Gordon – Magiczna Harfa (głos, Miki i Czarodziejska Fasola)
- Dinah Shore – narrator / śpiew (głos, Bongo)
- James MacDonald – 
  - Bongo (głos, Bongo)
  - Lumpjaw (głos, Bongo)
- Candy Candido – niedźwiedzie (głos, Bongo)
- Mae Questel – ptaszek (głos, Bongo)
- The Dinning Sisters – chór (głos, Bongo)
- The King’s Men – 
  - chór (głos, Bongo)
  - wrony (głos, Miki i Czarodziejska Fasola)
- The Starlighters – chór (głos)

## Wersja polska

### Pierwsza wersja
Wersja polska: Start International Polska

Reżyseria: Joanna Wizmur

Tekst polski: Joanna Serafińska

Teksty piosenek: Marek Robaczewski

Kierownictwo muzyczne: Marek Klimczuk

Realizacja dźwięku: Janusz Tokarzewski

Produkcja polskiej wersji językowej: Disney Character Voices International, Inc.

Wystąpili: 
- Kacper Kuszewski – Myszka Miki (Miki i Czarodziejska Fasola)
- Jarosław Boberek – Kaczor Donald (Miki i Czarodziejska Fasola)
- Krzysztof Tyniec – Goofy (Miki i Czarodziejska Fasola)
- Zbigniew Konopka – olbrzym Willie (Miki i Czarodziejska Fasola)
- Jarosław Domin – olbrzym Willie jako królik (Miki i Czarodziejska Fasola)
- Olga Bończyk – Magiczna Harfa (Miki i Czarodziejska Fasola)
- Ryszard Nawrocki – profesor von Drake (Miki i Czarodziejska Fasola)
- Monika Błachnio – Herman (Miki i Czarodziejska Fasola)

### Druga wersja
Wersja polska: SDI Media Polska

Reżyseria: Agnieszka Zwolińska

Dialogi: Bartek Fukiet

Teksty piosenek: Agnieszka Zwolińska

Kierownictwo muzyczne: Agnieszka Tomicka

Dźwięk: Łukasz Fober

Mix: Piotr Zygo

Kierownictwo produkcji:
- Beata Jankowska,
- Marcin Kopiec

Produkcja polskiej wersji językowej: Disney Character Voices International, Inc.

Wystąpili:
- Wojciech Paszkowski – Hipolit Świerszcz
- Tomasz Kozłowicz – 
  - Edgar Bergen,
  - Charlie McCarthy,
  - Mortimer Snerd
- Antonina Żbikowska – Luana Patten
- Kacper Kuszewski – Myszka Miki (Miki i Czarodziejska Fasola)
- Jarosław Boberek – Kaczor Donald (Miki i Czarodziejska Fasola)
- Krzysztof Tyniec – Goofy (Miki i Czarodziejska Fasola)
- Leszek Filipowicz – olbrzym Willie (Miki i Czarodziejska Fasola)
- Edyta Krzemień – Magiczna Harfa (Miki i Czarodziejska Fasola)
- Anna Serafińska – Narrator / śpiew (głos, Bongo)

Piosenki:
- „Często śnię taki sen” – Edyta Krzemień

## Późniejsza dostępność
W późniejszych latach oba segmenty były wydane oddzielnie. Miki i Czarodziejską fasolę częściej wznawiano, gdyż uznano ją za bardziej przyswajalną przez dzieci, gdy Bongo był traktowany jako segment kierowany do starszej widowni.
Bongo został wyemitowany w telewizji w 1955 roku jako osobny epizod programu Walt Disney’s Disneyland. W tej wersji stworzono nowy wstęp i tym razem to Hipolit Świerszcz całkowicie odpowiada za narrację, zastępując narrację Dinah Shore. Następnie wydano go na kasety VHS w 1989 roku serii Walt Disney Mini-Classics.
Miki i Czarodziejska fasola został wyemitowany w telewizji w 1955 roku jako fragment epizodu programu Walt Disney’s Disneyland pt. The Adventures of Mickey Mouse. Na potrzeby tego odcinka usunięto wszystkie sceny z Edgarem Bergenem i Luaną Patten, zaś w miejsce narracji Bergena nagrano nową w wykonaniu Sterlinga Hollowaya. W tej wersji kolei dom, którego dach podnosił Willie należy do Walta Disneya i to jego Willie pyta się, czy widział Mikiego. Wersja z narracją Hollowaya została wydana ponownie w telewizji w 1984 roku jako fragment filmu telewizyjnego Donald Duck’s 50th Birthday oraz 1992 roku w ramach serialu animowanego Good Morning, Mickey!, stanowiącego składanki krótkometrażowych animacji. Z kolei sam odcinek The Adventures of Mickey Mouse został ponownie wydany w 1980 roku jako zmodyfikowany odcinek programu Disney’s Wonderful World pt. Mickey’s Greatest Adventures.
W 1963 roku Miki i Czarodziejska fasola jako fragment epizodu programu telewizyjnego Walt Disney’s Wonderful World of Color, doczekał się kolejnej przeróbki. Ponownie sceny z Bergenem i Patten zostały usunięte i tym razem zastąpione animacją z profesorem von Drakiem, który służył za narratora i żukiem Hermanem, który odpowiadał za sarkastyczne komentarze i późniejszy żal po domniemanej śmierci Williego. Głosu profesorowi von Drake’u i Hermanowi użyczył Paul Frees. Wersja ta była najczęściej wznawiana na rynek VHS i DVD.
Ostatnia wersja wyemitowana w 1973 roku jako odcinek programu telewizyjnego The Mouse Factory. Tym razem sceny z Bergenem i Patten zostały zastąpiono przez nowy materiał z Shari Lewis i odgrywaną przez nią Lamb Chop, gdzie Lewis była narratorem, a Lamb Chop jej słuchaczem. W tej wersji Willie podnoszący dach domu (w którym teraz znajduje Shari Lewis) otrzymał nowo nagrane dialogi i sama scena kończy na jego pogawędce z Lamb Chop.